# 심골프
《심골프》(SimGolf)는 맥시스가 1996년에 제작한 컴퓨터 게임이다. 이 게임은 플레이어들에게 그들의 골프 코스를 직접 만들어 플레이하도록 한다.